# فرويلا الأول ملك أشتوريش
فرويلا الأول (المتوفي عام 768 م) والملقب بلقب القاسي ملك أشتوريش من عام 757 وحتى اغتياله عام 768، وهو الابن الأكبر للملك ألفونسو الأول.
قمع فرويلا تمرد للبشكنس، أسر فيه النبيلة مونيا التي تزوجها لاحقًا، وهي والدة وريثه ألفونسو، وهناك أسطورة تقول بأنها والدة خيمينا والدة البطل الأسطوري برناردو ديل كابريو.
خلال عهده، تأسست مدينة أوفييدو في 25 نوفمبر 761، كما كانت علاقته بالكنيسة الكاثوليكية جيدة كما في عهد أبيه، تمرد عليه بعض النبلاء، واختاروا برمودو ابن شقيقه بيمرانو لخلافته، ثم اغتيل فرويلا في كانغاس دي أونيس عاصمة مملكته، وخلفه ابن عمه أوريليوس، وقد دفنت جثته هو وزوجته في كاتدرائية أوفييدو.